# 2045
|  | Denne artikel beskriver en fremtidig begivenhed Denne artikel eller sektion handler om planlagt eller forventet fremtidig begivenhed. Der kan forekomme spekulativ information, og indholdet kan ændres dramatisk når begivenheden nærmer sig og mere information bliver tilgængelig. |

| 2045               |
| ------------------ |
| Dødsfald - Fødsler |
|                    |

| Gregoriansk kalender | 2045 MMXLV              |
| Ab urbe condita      | 2798                    |
| Armensk kalender     | 1494 ԹՎ ՌՆՂԴ            |
| Kinesiske kalender   | 4741 – 4742 甲子 – 乙丑 |
| Etiopisk kalender    | 2037 – 2038             |
| Jødisk kalender      | 5805 – 5806             |
| Hindukalendere       |                         |
| - Vikram Samvat      | 2100 – 2101             |
| - Shaka Samvat       | 1967 – 1968             |
| - Kali Yuga          | 5146 – 5147             |
| Iransk kalender      | 1423 – 1424             |
| Islamisk kalender    | 1467 – 1469             |

2045 (MMXLV) begynder året på en søndag. Påsken falder dette år den 9. april.
Året vil også markere 100 års fejring siden 2. verdenskrigs afslutning.
Se også 2045 (tal)

## Forudsigelser og planlagte hændelser
- det amerikanske luftvåben vil begynde at udfase deres B-52 Stratofortress, som på dette tidspunkt vil have tjent 93 år.
- Futurist Ray Kurzweil forudsiger en teknologisk singularitet, resulterende i en eksplosiv teknologisk udvikling[1]

## Film
- Filmen Red Planet (2000) foregår dette år.

## Bøger
- The Outward Urge (1959) af John Wyndham – Hvid minoritetsstyre i Sydafrika efter at den hvide befolkning bliver massakreret i en generel opstand.